# 土佐豊祐哉
土佐豊 祐哉（とさゆたか ゆうや、1985年3月10日 - ）は、高知県土佐市出身で時津風部屋に所属した元大相撲力士。本名は森下 祐哉（もりした ゆうや）、愛称はゴリ。現役時代の体格は身長178cm、体重144kg、血液型はO型。得意手は右四つ、投げ。最高位は東前頭筆頭（2011年7月場所）。趣味は銭湯巡り。
現在は時津風部屋師匠として後進の指導に当たっている。

## 人物・来歴

### 学生時代
高知県立高知工業高等学校時代に高校横綱のタイトルを獲得し、東京農業大学に進学した。学生相撲でも活躍して4冠を達成するが、幕下付出対象のタイトル獲得は果たせなかった。

### 現役時代
2007年3月場所にて前相撲で初土俵を踏み、一番出世を果たした。高知工高卒業者の角界入りは、増健亘志以来。5月場所を序ノ口で6勝1敗とすると、7月場所から11月場所まで序二段・三段目・幕下の各段を三場所連続で優勝すると、翌2008年1月場所は東幕下4枚目で5勝2敗とし、高鐵山（後の小結・板井）に並ぶ史上最速タイの、前相撲からの所要6場所での十両昇進を果たした。この間、2007年5月場所6日目に東洋大学出身で同期の寺下に敗れてから、2008年1月場所11日目に阿覧に敗れるまで、幕下以下の連勝記録では最長となる30連勝を記録した。土佐豊は引退後「1敗しただけで（寺下と）40枚も差が付いた。あの黒星で気が引き締まって連勝につながった」と語っている。
2008年3月場所で新十両に昇進。高知県からの新十両は、2006年9月場所の栃煌山以来。その場所は場所前に前師匠と兄弟子が序ノ口力士暴行死事件で逮捕、書類送検された余波もあってか中盤まで不振が続き、その後持ち直したものの12日目に右足の指を痛めた影響もあり6勝9敗に終わり、5月場所は幕下筆頭に陥落したが勝ち越して7月場所には十両に復帰しその場所で勝ち越し、9月場所は11勝4敗と好成績をあげた。十両2枚目で迎えた11月場所では千秋楽で負け越して新入幕を逃した。
2009年1月場所と3月場所で連続で勝ち越し、そして東十両筆頭で迎えた5月場所で9勝6敗で勝ち越して、7月場所で新入幕。高知県からの新入幕は、2007年3月場所の栃煌山以来。高知工業高校からは初の幕内力士となった。16代時津風の師匠在任中としても最初の新入幕。その場所は西前頭14枚目で8勝7敗と勝ち越した。翌9月場所は6勝9敗と幕内で初めて負け越した。この場所はうっちゃりを打とうとする場面が目立ち、師匠の時津風が場所12日目の『どすこいFM』の中継で「僕も危ないから止めろって言ったんですけど、今場所はうっちゃりに賭けてますとか訳のわからんことを言ってました」とその試みを怪訝そうに見守っていた。翌11月場所は8勝7敗と2場所ぶりに勝ち越した。
2010年1月場所では10勝5敗と幕内で初めての2けた勝利を挙げた。2011年7月場所は東前頭筆頭まで番付を上げた。その場所は3日目の琴欧洲戦で負傷してしまい、4日目から初土俵以来初の途中休場となった。全治3ヶ月とされていたが翌9月場所は強行出場して4勝11敗と大きく負け越し、11月場所では十両に陥落。1場所で幕内へ戻ったが、翌2012年1月場所で4勝11敗と大きく負け越して、翌3月場所では再び十両に陥落した。7月場所では負傷のため8日目から途中休場し、翌9月場所以降は休場を続け、三段目（西三段目84枚目）まで番付が降下していた。休場中は地元高知県内のリハビリ施設で絶望感に苛まれ、大相撲中継がテレビで放映されると無意識に遠ざかるなどしており、この時は引退も考えていたが、後の妻となるタレントでマジシャンの小泉エリから1日も欠かさず連絡を受けたことで折れそうな心が支えられ、現役続行を決めた。2013年3月場所より復帰。休場直後に手術して「普通に歩けなかった」状態から半年間に渡るリハビリを行ったと伝わっている。復帰した3月場所は7戦全勝で三段目優勝を果たし、完全復活を果たした。その後番付を西幕下12枚目まで戻したが同年9月場所は3連敗の後に途中休場。翌11月場所では7戦全勝で単独での幕下優勝を果たした。西幕下5枚目まで番付を上げた2014年1月場所でも5勝2敗の好成績を挙げ、東幕下筆頭となった翌3月場所でも5勝2敗の好成績を挙げ、翌5月場所では11場所ぶりの十両復帰となった。
2015年1月場所では2度目の再入幕（西前頭16枚目）、戦後最も下位の番付から再入幕を果たした記録となり、また騏乃嵐以来となる史上2度目の幕内から三段目まで陥落した後の再入幕となった。ところがこの場所は1勝も挙げられず3日目から途中休場。以降も膝の状態が思わしくなく、同年5月場所は西十両14枚目と幕下陥落まで後がないところまで地位を下げ、この場所を7勝8敗で終えて関取の地位を離れた。
再び幕下に転落すると、1勝6敗と大きく負け越し、場所後に両ひざの手術を受けた。その後2場所の全休を挟んで三段目に落ちた2016年1月場所で再起を賭けた土俵に上がるも、すでに「このままでは日常生活がまともにおくれないかもしれない。将来のことを考えて」と土俵復帰は諦めており、場所の13日目（1月22日）に現役を引退し、年寄「安治川」を襲名した。安治川時代の一部報道では、年寄株の都合上このまま協会に残留することが厳しいと見られていた。

### 引退後

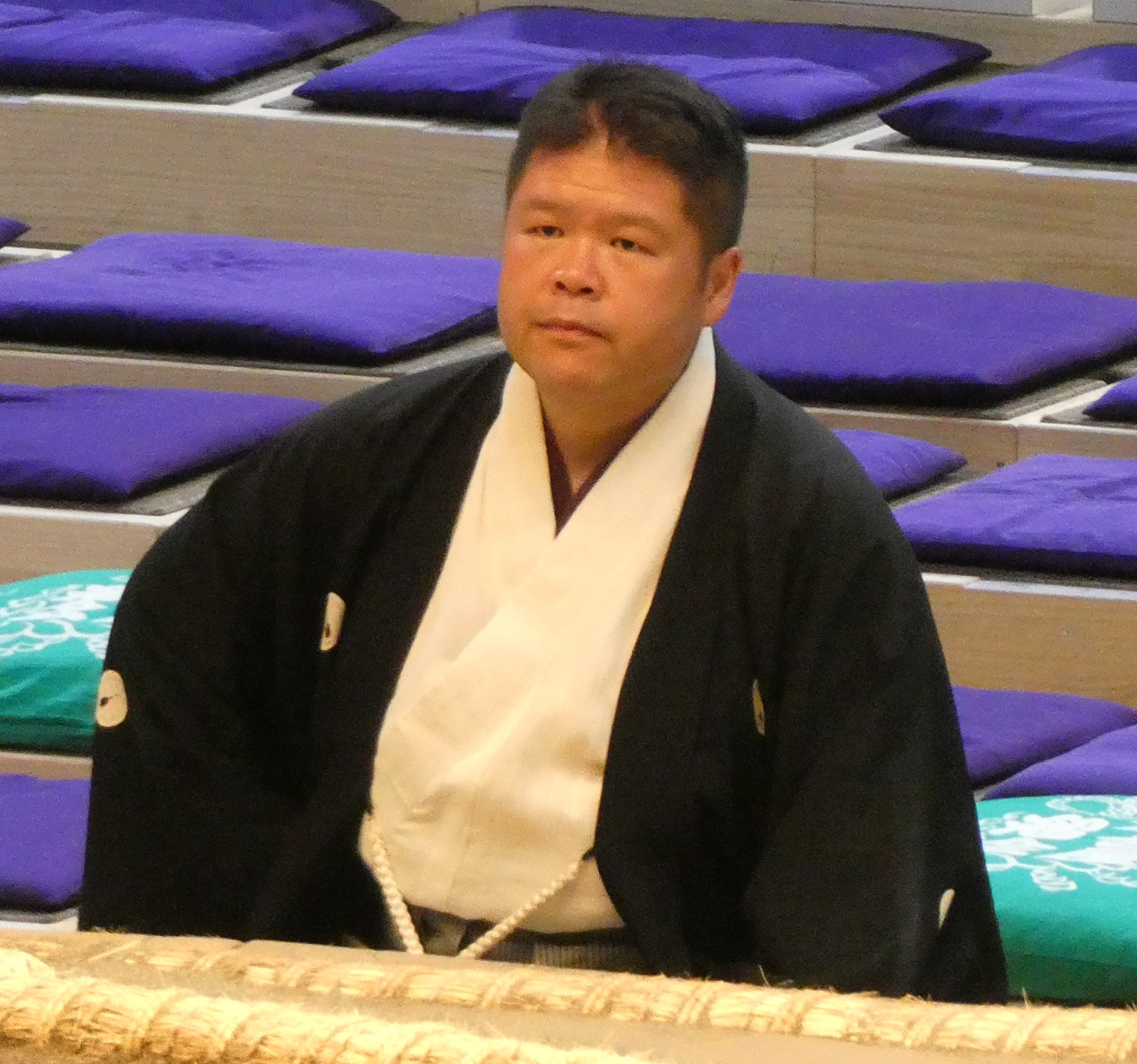
土俵下で審判を務める時津風親方（2025年7月21日撮影）

2016年2月5日、小泉エリとの結婚を発表。10月2日に挙式と披露宴と断髪式が行われた。同年10月には年寄名跡を「佐ノ山」へ変更した。2018年4月20日には先代の死去により空き名跡となっていた年寄名跡「間垣」を襲名した。引退当初に襲名した「安治川」及び「佐ノ山」はそれぞれ安美錦・日本相撲協会からの借り名跡だったが、「間垣」の名跡は正式に取得したと見られる。なお年寄名跡を襲名した昭和60年代生まれの力士第1号である。
2019年1月31日の理事会、年寄総会の結果、33歳にして年寄の花形の部署である審判部に異動。間垣は記者会見で審判部へ異動の決定に対する驚きの気持ちを明かした。
2021年2月22日、先代時津風（元前頭・時津海）が不祥事により協会から退職勧告処分を受けたことに伴い、年寄名跡を間垣から時津風に変更、17代時津風を襲名、部屋を継承して師匠となった。時津風は同月24日にマスコミの代表取材に応じ、「緊張感はすごくあります。伝統のある部屋なので、その重みを感じているところです。（元横綱）双葉山関の興した部屋でもありますし」「大関（正代）もいるし、（幕内の）豊山もいる。幕下も上位にたくさん上がってきている。いい雰囲気でやっていければいいと思います」と心境を語っている。本人は現役時代の実績の低さから「顔じゃない」と部屋継承に乗り気ではなったが、時津風部屋出身で東京農業大学出身者の現職親方が他にいなかったため、最終的に継承を決めたという。また「もし時天空関が健在なら、まず時天空関に回ってた」と自分の格について表現していたという話もある。

## 取り口
学生時代は左上手を引いてからの豪快な上手投げや吊りを得意としていた。しかし大相撲入り後はそうした相撲では通用しないと痛感、低い立合いから両手を掬い上げるようにして両差しとなり、一気に走る速攻相撲を体得した。本人は後年「自分は手が小さいので締め込みだと回しが取れないし、組んだら体の大きい人に力負けする。突き押しもできないし、二本差しを目指そうと思った」とコメントしている。両差し速攻が決まれば上位力士を破ることができた。2011年7月場所で膝を怪我してからは本来の相撲が取れなくなり、本人いわく「引き技も多く寄り切れない」「前にも出られないし後ろにも下がれない」と苦労していた。現役終盤には当たって引くかいなすしかできなくなり「相手のしくじりを期待する自分が嫌だった」と葛藤を抱えながらの土俵であった。

## エピソード
- 四股名は出身地の土佐と祖父の戒名の一字の豊を組み合わせたものである（先々代の時津風親方など、部屋ゆかりの四股名・豊山の豊、とは言っていない）としている（改名は先述の事件より前）。
- 顔立ちがゴリラに似ていると言われており、ゴリラの顔が描かれた化粧廻しも贈られている。
- 2012年3月場所中に卵アレルギーが発覚する。これまで時折上半身に発疹が現れていたという。[19]
- 大銀杏の先端が後頭部の真ん中に位置しており、これは同部屋所属の床山である床好が結う大銀杏の特徴である。本人曰く「投げの打ち合いとか微妙な勝負になったとき、先にまげがつかないようにだと聞いています」とのことであり、実際にそれで勝負をものにしたこともあるという。同じような結い方をする力士として他に同部屋の時天空、双大竜がいる。[20]
- 2012年9月場所以降幕下に陥落した土佐豊は幕内在位14場所の実績を持っており本来ならばちゃんこ番を免除されるのだが、力士12人のうち関取3人という部屋の事情によりこなさなければならないことになった。ただ、師匠の配慮により付け人の仕事は免除され稽古に励んでいた。[21]
- 2014年7月2日には直後の名古屋場所に向けた験担ぎとして愛知県犬山市の日本モンキーセンターを訪れ、41歳になるニシローランドゴリラのタロウと2年ぶり3度目の対面を果たし、その獣舎の中に育っている「奇跡のみかん」の枝を貰った。20年以上前にタロウのふんに混じっていた種が芽を出し、奇跡的に実を結んだ甘夏の枝であり、その確率は18粒（平均的な甘夏の種の数）×10個（一日に与える甘夏の数）×365日×30年（創設以来の年数）＝197万1000粒に1つ（モンキーセンター計算）という。[22]
- 栃煌山・同部屋に所属の豊ノ島とは同郷（高知県）。ちなみに、土佐豊の方が栃煌山より2つ年上、豊ノ島より2つ年下（学年では1つ下）である。本割で栃煌山との対戦（成績は土佐豊の1勝3敗）はあるが、豊ノ島との対戦は同部屋所属の力士ということもあり一度もない。
- 白鵬（1985年3月11日生まれ）とは生年月日が1日違いである。白鵬との対戦成績は、土佐豊の2戦2敗。また、土佐豊が時津風部屋を継承した事で、土佐豊が名乗っていた年寄・間垣が空き株となり、白鵬が間垣を取得、襲名をしている。
- Mixiコミュニティに「土佐豊応援団」が存在する。[23]
- 2017年と2019年にそれぞれ女児が、2025年には男児が誕生し現在三児の親である。

## 主な成績

### 通算成績
- 通算成績：294勝255敗71休 勝率.536
- 幕内成績：90勝111敗24休 勝率.448
- 現役在位：53場所
- 幕内在位：15場所

### 各段優勝
- 幕下優勝：2回（2007年11月場所、2013年11月場所）
- 三段目優勝：2回（2007年9月場所、2013年3月場所）
- 序二段優勝：1回（2007年7月場所）

### 場所別成績
| | 一月場所 初場所（東京）   | 三月場所 春場所（大阪） | 五月場所 夏場所（東京） | 七月場所 名古屋場所（愛知） | 九月場所 秋場所（東京） | 十一月場所 九州場所（福岡） |
| --- | ------------------------- | ----------------------- | ----------------------- | --------------------------- | ----------------------- | --------------------------- |
| 2007年 （平成19年） | x                         | （前相撲）              | 西序ノ口9枚目 6–1       | 東序二段57枚目 優勝 7–0     | 西三段目57枚目 優勝 7–0 | 西幕下33枚目 優勝 7–0       |
| 2008年 （平成20年） | 東幕下4枚目 5–2           | 西十両12枚目 6–9        | 西幕下筆頭 4–3          | 西十両14枚目 9–6            | 東十両10枚目 11–4       | 西十両2枚目 7–8             |
| 2009年 （平成21年） | 西十両3枚目 9–6           | 東十両2枚目 8–7         | 東十両筆頭 9–6          | 西前頭14枚目 8–7            | 東前頭10枚目 6–9        | 東前頭13枚目 8–7            |
| 2010年 （平成22年） | 西前頭12枚目 10–5         | 西前頭4枚目 3–12        | 東前頭9枚目 7–8         | 西前頭10枚目 8–7            | 西前頭7枚目 6–9         | 西前頭10枚目 9–6            |
| 2011年 （平成23年） | 西前頭7枚目 7–8           | 八百長問題 により中止   | 東前頭9枚目 10–5        | 東前頭筆頭 0–4–11           | 東前頭14枚目 4–11       | 東十両5枚目 10–5            |
| 2012年 （平成24年） | 西前頭12枚目 4–11         | 西十両2枚目 6–7–2       | 西十両6枚目 6–9         | 西十両8枚目 2–6–7           | 西幕下3枚目 休場 0–0–7  | 西幕下43枚目 休場 0–0–7     |
| 2013年 （平成25年） | 東三段目24枚目 休場 0–0–7 | 西三段目84枚目 優勝 7–0 | 西幕下47枚目 6–1        | 東幕下21枚目 5–2            | 西幕下12枚目 0–4–3      | 東幕下48枚目 優勝 7–0       |
| 2014年 （平成26年） | 西幕下5枚目 5–2           | 東幕下筆頭 5–2          | 東十両10枚目 8–7        | 西十両8枚目 11–4            | 東十両4枚目 6–9         | 東十両5枚目 9–6             |
| 2015年 （平成27年） | 西前頭16枚目 0–2–13       | 東十両11枚目 6–9        | 西十両14枚目 7–8        | 西幕下筆頭 1–6              | 西幕下20枚目 休場 0–0–7 | 西幕下60枚目 休場 0–0–7     |
| 2016年 （平成28年） | 西三段目40枚目 引退 2–5–0 | x                       | x                       | x                           | x                       | x                           |
| 各欄の数字は、「勝ち-負け-休場」を示す。 優勝 引退 休場 十両 幕下 三賞：敢=敢闘賞、殊=殊勲賞、技=技能賞 その他：★=金星 番付階級：幕内 - 十両 - 幕下 - 三段目 - 序二段 - 序ノ口 幕内序列：横綱 - 大関 - 関脇 - 小結 - 前頭（「#数字」は各位内の序列） |                           |                         |                         |                             |                         |                             |

### 幕内対戦成績
| 力士名   | 勝数 | 負数 | 力士名   | 勝数 | 負数 | 力士名     | 勝数 | 負数 | 力士名 | 勝数 | 負数 |
| -------- | ---- | ---- | -------- | ---- | ---- | ---------- | ---- | ---- | ------ | ---- | ---- |
| 朝赤龍   | 4    | 3    | 安美錦   | 0    | 2    | 阿覧       | 3    | 0    | 岩木山 | 0    | 1    |
| 隠岐の海 | 2    | 0    | 魁聖     | 1    | 0    | 臥牙丸     | 2    | 5    | 鏡桜   | 0    | 1(1) |
| 垣添     | 1    | 5    | 鶴竜     | 1    | 3    | 春日王     | 3    | 0    | 北太樹 | 0    | 3    |
| 木村山   | 3    | 3    | 旭秀鵬   | 1    | 0    | 旭天鵬     | 1    | 4    | 豪栄道 | 0    | 4    |
| 光龍     | 3    | 0    | 黒海     | 6    | 3    | 琴欧洲     | 1    | 1    | 琴春日 | 2    | 0    |
| 琴奨菊   | 0    | 1    | 磋牙司   | 0    | 1    | 佐田の富士 | 0    | 1    | 翔天狼 | 3    | 3    |
| 蒼国来   | 2    | 0    | 大道     | 1    | 0    | 隆の山     | 2    | 0    | 高見盛 | 3    | 6    |
| 髙安     | 0    | 1    | 豪風     | 3    | 1    | 玉飛鳥     | 4    | 0    | 玉乃島 | 1    | 1    |
| 玉鷲     | 3    | 5    | 千代の国 | 1    | 0    | 出島       | 1    | 0    | 德勝龍 | 0    | 1    |
| 德瀬川   | 0    | 1    | 栃煌山   | 1    | 3    | 栃ノ心     | 0    | 3    | 栃乃洋 | 5    | 2    |
| 栃乃若   | 1    | 0    | 豊響     | 5    | 2    | 鳰の湖     | 0    | 1    | 白馬   | 0    | 4    |
| 白鵬     | 0    | 2    | 把瑠都   | 0    | 1(1) | 日馬富士   | 0    | 2    | 富士東 | 0    | 1    |
| 武州山   | 1    | 2    | 普天王   | 0    | 2    | 寶智山     | 0    | 1    | 豊真将 | 2    | 5    |
| 北勝力   | 2    | 2    | 将司     | 1    | 0    | 雅山       | 3    | 0    | 猛虎浪 | 2    | 2    |
| 山本山   | 1    | 1    | 芳東     | 1    | 1    | 嘉風       | 3    | 2    | 若荒雄 | 2    | 1    |
| 若の里   | 3    | 4    |          |      |      |            |      |      |        |      |      |

## 改名歴
- 森下 祐哉（もりした ゆうや）2007年3月場所
- 土佐豊 祐哉（とさゆたか-）2007年5月場所-2016年1月場所

## 年寄変遷
- 安治川 祐哉（あじかわ ゆうや）2016年1月22日-2016年10月25日
- 佐ノ山 祐哉（さのやま -）2016年10月25日-2018年4月20日
- 間垣 祐哉（まがき -）2018年4月20日-2021年2月22日
- 時津風 祐哉（ときつかぜ -）2021年2月22日-